# Nkhaba
Nkhaba ist ein Inkhundla (Verwaltungseinheit) im Südwesten der Region Hhohho in Eswatini. Das Inkhundla ist 465 km² groß und hatte 2007 gemäß Volkszählung 15.704 Einwohner.

## Geographie
Das Inkhundla liegt im Süden der Region Hhohho südlich der Hauptstraße MR 1, die von Forbes Reef nach Norden verläuft. Nach Westen, zur Grenze von Südafrika hin erstrecken sich die Schutzgebiete Malolotja Nature Reserve und, weiter südlich, Hawane Nature Reserve. 

## Gliederung
Der Bezirk gliedert sich in die Imiphakatsi (Häuptlingsbezirke) Ejubukweni, Ekuvinjelweni, Malanti, Mdzimba und Nkhaba. 